# Championnat international de Formule 3000
Nommé Championnat d'Europe de Formule 3000 en 1985, puis Championnat intercontinental de Formule 3000 en 1986 et 1987, puis enfin Championnat international de Formule 3000 de 1988 à 2004, le CIF3000 est un championnat de course automobile organisé par la FIA

## Le championnat
Remplaçant le Championnat d'Europe de Formule 2 en 1985, le championnat de F3000 intercontinentale a rempli son rôle d'antichambre de la Formule 1. Mais à partir du milieu des années 1990, à cause de l'augmentation des coûts, d'un déficit de médiatisation et de la suppression de la concurrence entre constructeurs de châssis et motoristes (la F3000 intercontinentale devenant une formule monotype à partir de 1996), elle a perdu de son attrait et a été supplantée par des disciplines plus dynamiques comme les Nissan World Series ou la Formule 3 Euroseries. En 2005, le championnat intercontinental de F3000 laissa la place aux GP2 Series.

## Palmarès
| Saison | Championnat des pilotes  | Voiture              | Écurie                  | Championnat par équipe  |
| ------ | ------------------------ | -------------------- | ----------------------- | ----------------------- |
| 1985   | Christian Danner         | March 85B-Cosworth   | BS Automotive           | Non Attribué            |
| 1986   | Ivan Capelli             | March 86B-Cosworth   | Genoa Racing            | Non Attribué            |
| 1987   | Stefano Modena           | March 87B-Cosworth   | Onyx                    | Non Attribué            |
| 1988   | Roberto Moreno           | Reynard 88D-Cosworth | Bromley Motorsport      | Non Attribué            |
| 1989   | Jean Alesi               | Reynard 89D-Mugen    | Eddie Jordan Racing     | Non Attribué            |
| 1990   | Érik Comas               | Lola T90/50-Mugen    | DAMS                    | Non Attribué            |
| 1991   | Christian Fittipaldi     | Reynard 91D-Mugen    | Pacific Racing          | Non Attribué            |
| 1992   | Luca Badoer              | Reynard 92D-Cosworth | Crypton Engineering     | Non Attribué            |
| 1993   | Olivier Panis            | Reynard 93D-Cosworth | DAMS                    | Non Attribué            |
| 1994   | Jean-Christophe Boullion | Reynard 94D-Cosworth | DAMS                    | Non Attribué            |
| 1995   | Vincenzo Sospiri         | Reynard 95D-Cosworth | Super Nova Racing       | Non Attribué            |
| 1996   | Jörg Müller              | Lola T96/50-Zytek    | RSM Marko               | Non Attribué            |
| 1997   | Ricardo Zonta            | Lola T96/50-Zytek    | Super Nova Racing       | Non Attribué            |
| 1998   | Juan Pablo Montoya       | Lola T96/50-Zytek    | Super Nova Racing       | Non Attribué            |
| 1999   | Nick Heidfeld            | Lola T99/50-Zytek    | West Competition        | Non Attribué            |
| 2000   | Bruno Junqueira          | Lola T99/50-Zytek    | Petrobras Junior Team   | D2 Playlife Super Nova  |
| 2001   | Justin Wilson            | Lola T99/50-Zytek    | Coca-Cola Nordic Racing | Coca-Cola Nordic Racing |
| 2002   | Sébastien Bourdais       | Lola B02/50-Zytek    | Super Nova Racing       | Arden International     |
| 2003   | Björn Wirdheim           | Lola B02/50-Zytek    | Arden International     | Arden International     |
| 2004   | Vitantonio Liuzzi        | Lola B02/50-Zytek    | Arden International     | Arden International     |